# 란제리
란제리(Lingerie)는 레이스를 달거나 수를 놓은 양장용의 속옷 또는 얇은 실내복이다. 프랑스어의 ‘란제리’는 남성과 여성의 속옷 모두에 해당되는데,몸을 좀더 아름답게 보이도록 디자인된 속옷을 의미하게 되었다. 란제리는 보통 한 개 이상의 스판덱스, 나일론, 폴리에스테르, 새틴, 레이스, 비단, 가는 섬유 등의 신축성 있는 재료를 포함한다.

## 어원
‘란제리’라는 명칭은 프랑스 단어인 ‘linge’에서 유래하였다. 이는 ‘물빨래가 가능’하다는 의미이며, 유럽에서는 이집트와 인도에서 생산된 면화로부터 속옷을 만들었다. 프랑스어로는 ‘lɛ̃ʒʁi’로 발음된다.

## 시작 및 발전
시각적으로 매력적인 속옷으로서의 란제리의 개념은 19세기말에 발전되었다. 코르셋으로부터 여성을 자유롭게 한 란제리를 개발한 것은 두프 고든 부인(Lucy, Lady Duff-Gordon)이었다. 20세기 초반, 여성들이 속옷을 입는 것에는 3가지 이유가 있었다. 이는, 1) 외관을 바꾸기 위해서, 2) 위생적인 이유로, 3) 단정함을 위해서였다. 크리놀린을 발명하기 전, 여성의 속옷은 종종 매우 크고 부피가 컸다. 19세기말, 코르셋은 점점 작아졌고, 부피도 줄어들고 조였으며, 점차 20세기에 커레서 크로스비(Caresse Crosby)가 특허를 낸 브래지어로 대체되었다. 제1차 세계대전이 일어나자, 여성들이 남성의 역할을 담당하면서 더 실용적인 속옷을 원하게 되었다. 생산 회사들은 보다 가볍고 통기성이 있는 섬유를 사용하기 시작하였다.
20세기를 지나면서, 속옷은 더욱 작아지고 몸에 꼭 맞게 되었다. 1960년대의 란제리 회사들은 란제리를 더욱 매력적으로 만들기 시작하였다. 21세기에 들어 겉옷으로도 입을 수 있는 란제리가 등장하였다.
21세기가 되면서 란제리 시장은 현대 기술과 직물의 등장으로 레이저 컷팅된 솔기가 없는 브래지어나 틀로 만든 티셔츠 브래지어와 같은 혁신적인 디자인이 가능해졌다. 디자이너들은 화려해 보이는 직물, 레이스, 자수, 밝고 보다 대담한 색깔에 점차 주안점을 두고 있다.
2003년의 국제 란제리 시장은 290억 달러로 추정되었다.

## 유형 분류
- 베이비돌 - 짧은 나이트 가운 또는 여성용 잠옷으로 제작된 네글리제.
- 바스크 - 몸에 붙는 보디스 또는 코트.
- 베드 재킷 - 보온과 단정함을 위해 나이트 가운이나 네글리제 위에 입는다.
- 비키니
- 블루머

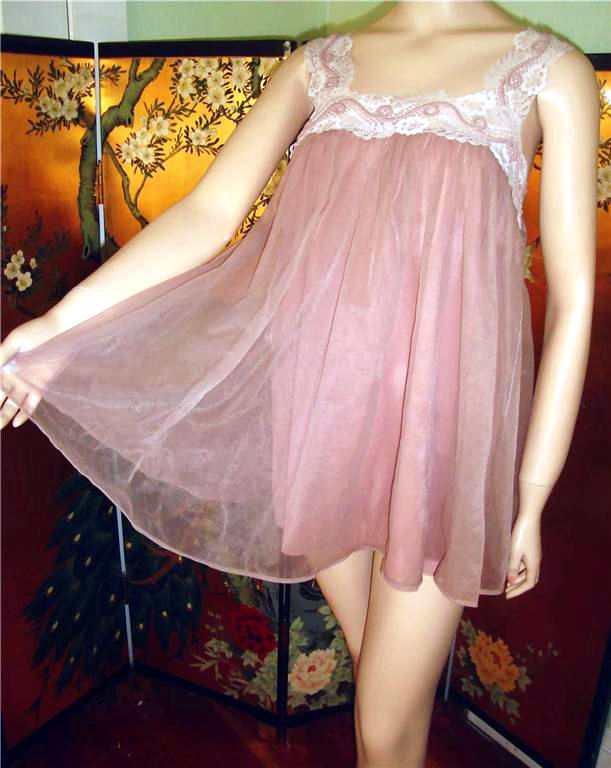
베이비돌
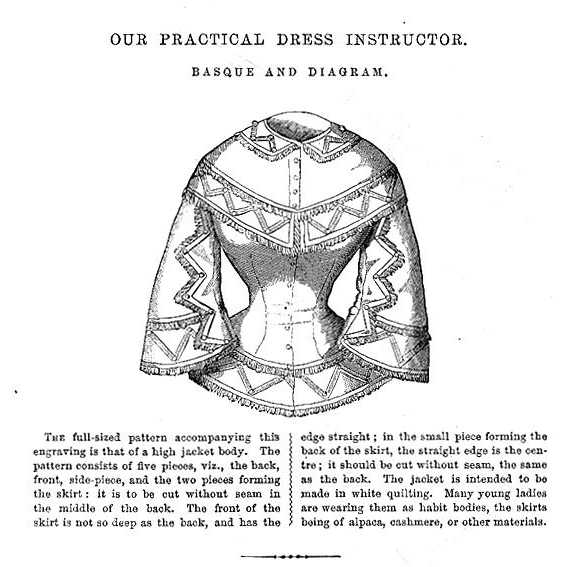
바스크
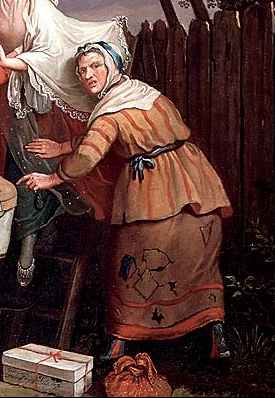
베드 가운과 패티코트
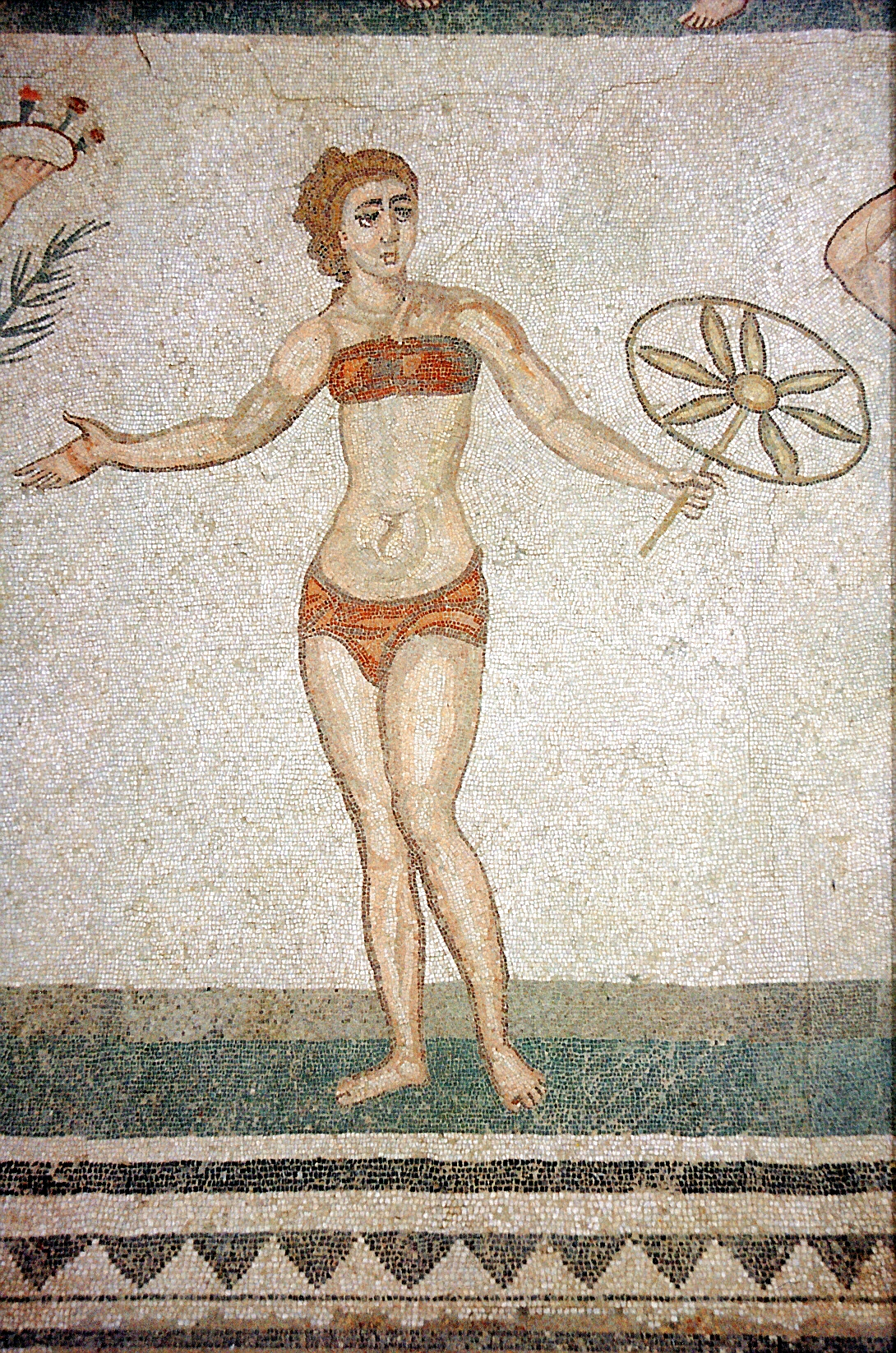
로마 유적의 비키니
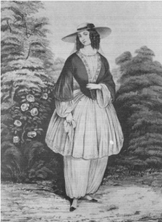
1860년대의 블루머

- 보디 스타킹 - 유니타드의 한 종류.
- 보디수트 - 리어타드 모양의 속옷, 종종 몸에 꼭 맞게 입는다.
- 보디스 - 목에서 허리까지를 덮는다.
- 보이 쇼츠 - 팬티의 한 종류. 남성 반바지를 닮았다.
- 브래지어
- 뷔스티에

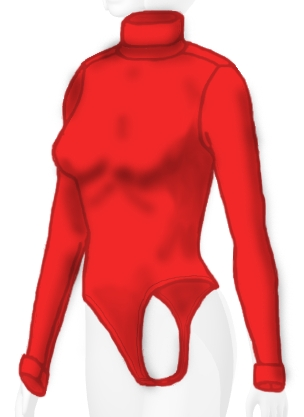
보디수트
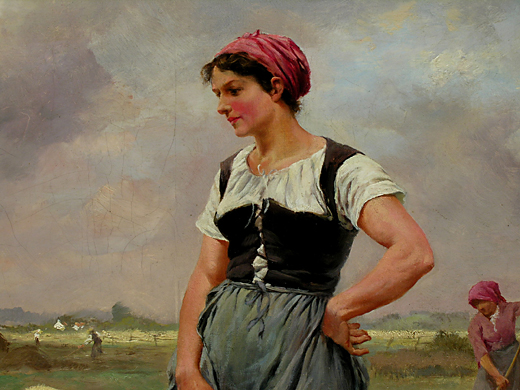
보디스
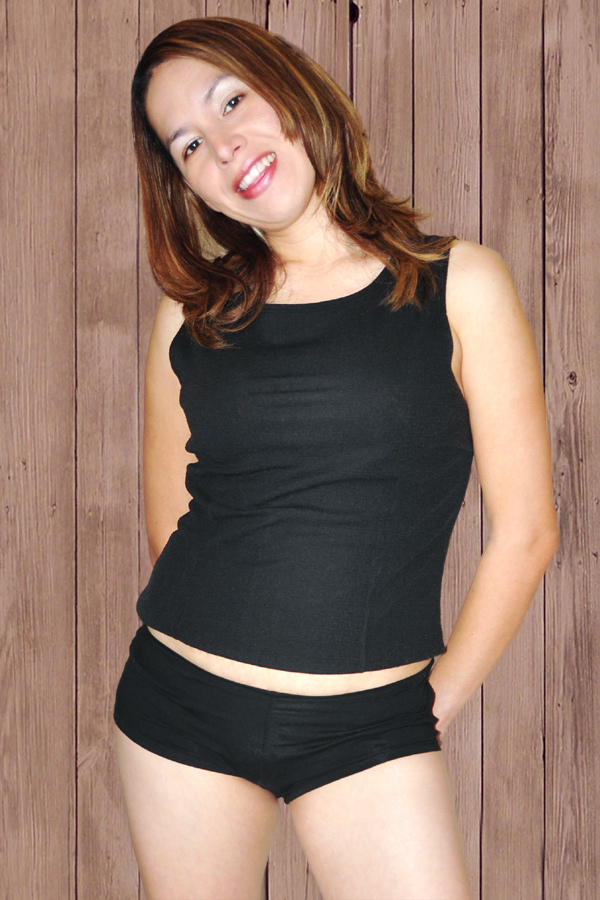
보이 쇼츠
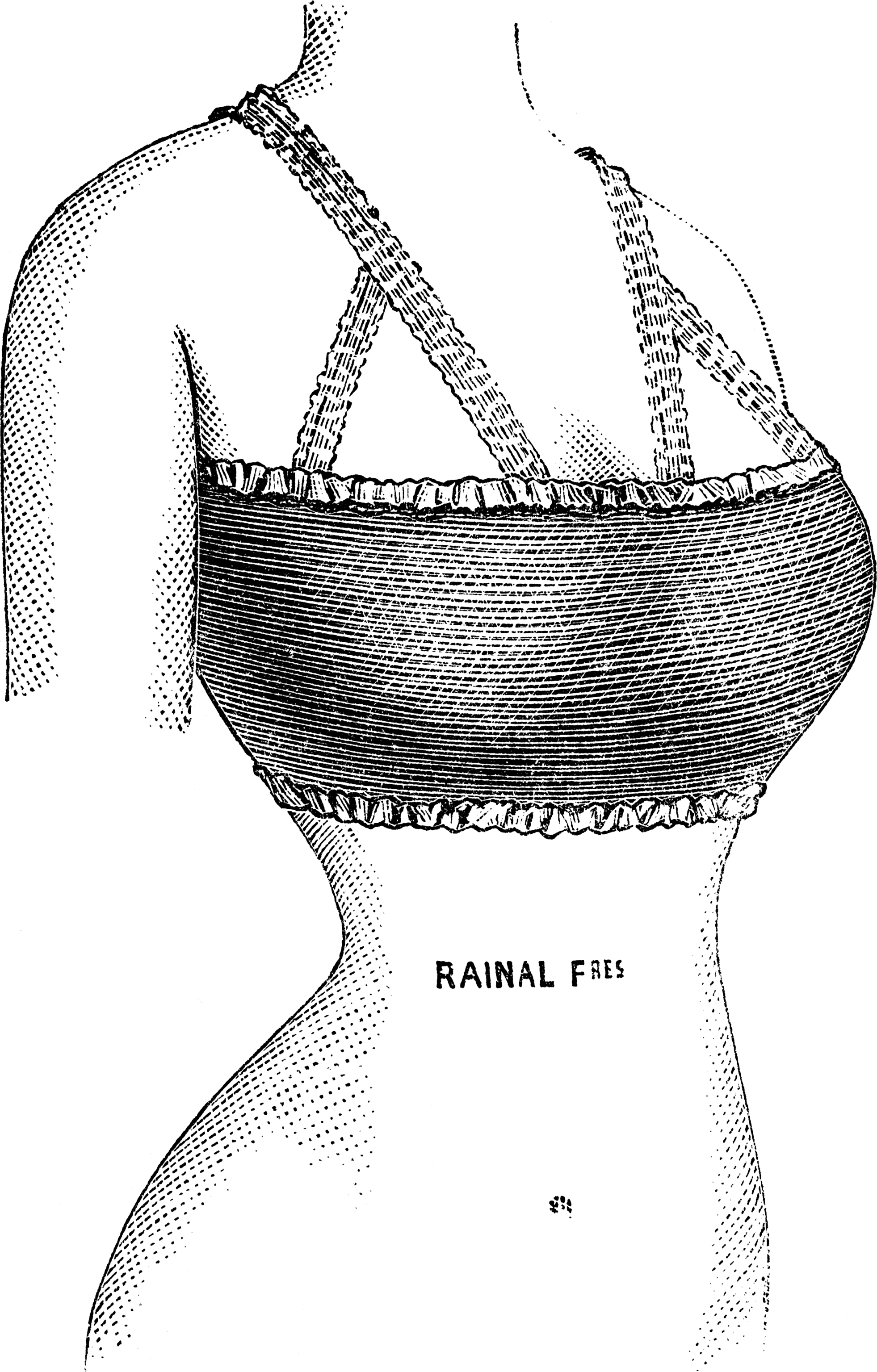
브래지어
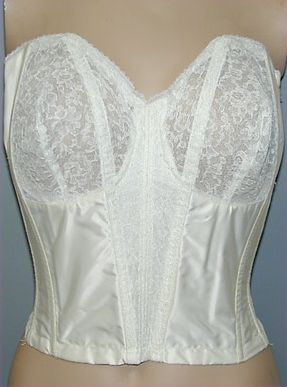
뷔스티에

- 캐미솔 - 소매가 없으며, 몸의 윗쪽을 덮는다.
- 캐미니커 - 캐미솔과 속바지가 하나의 속옷으로 합쳐졌다.
- 슈미즈 - 보온, 땀 흡수를 위해 입는 양장용 속옷.
- 코르셋 - 몸통의 모양을 만들기 위해 입었던 보디스.
- 코슬렛 - 브래지어와 거들이 결합되었다.
- 코르사주 - 목에서 허리까지 덮는다. 코르셋과 유사하다.
- 속바지 - 19세기에 보온과 단정함을 위해 입었던 바지 모양의 속옷.
- 지-스트링 또는 끈 팬티 - 가는 천이 엉덩이 사이를 지나 엉덩이를 두른 끈에 연결된다. 비키니 하의나 남녀 속옷으로 입는다.

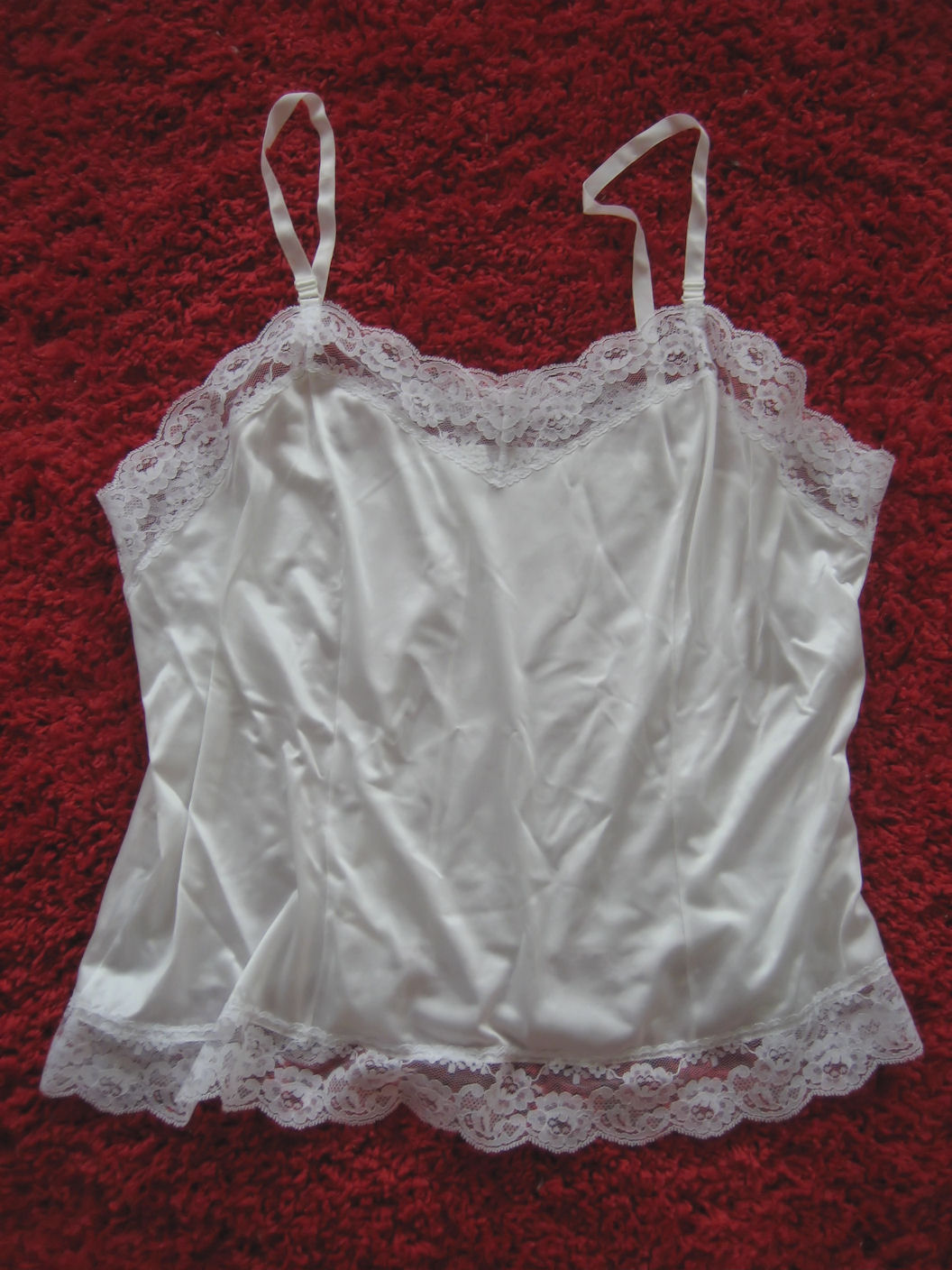
캐미솔
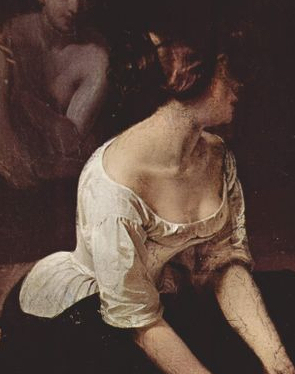
1830년대의 슈미즈
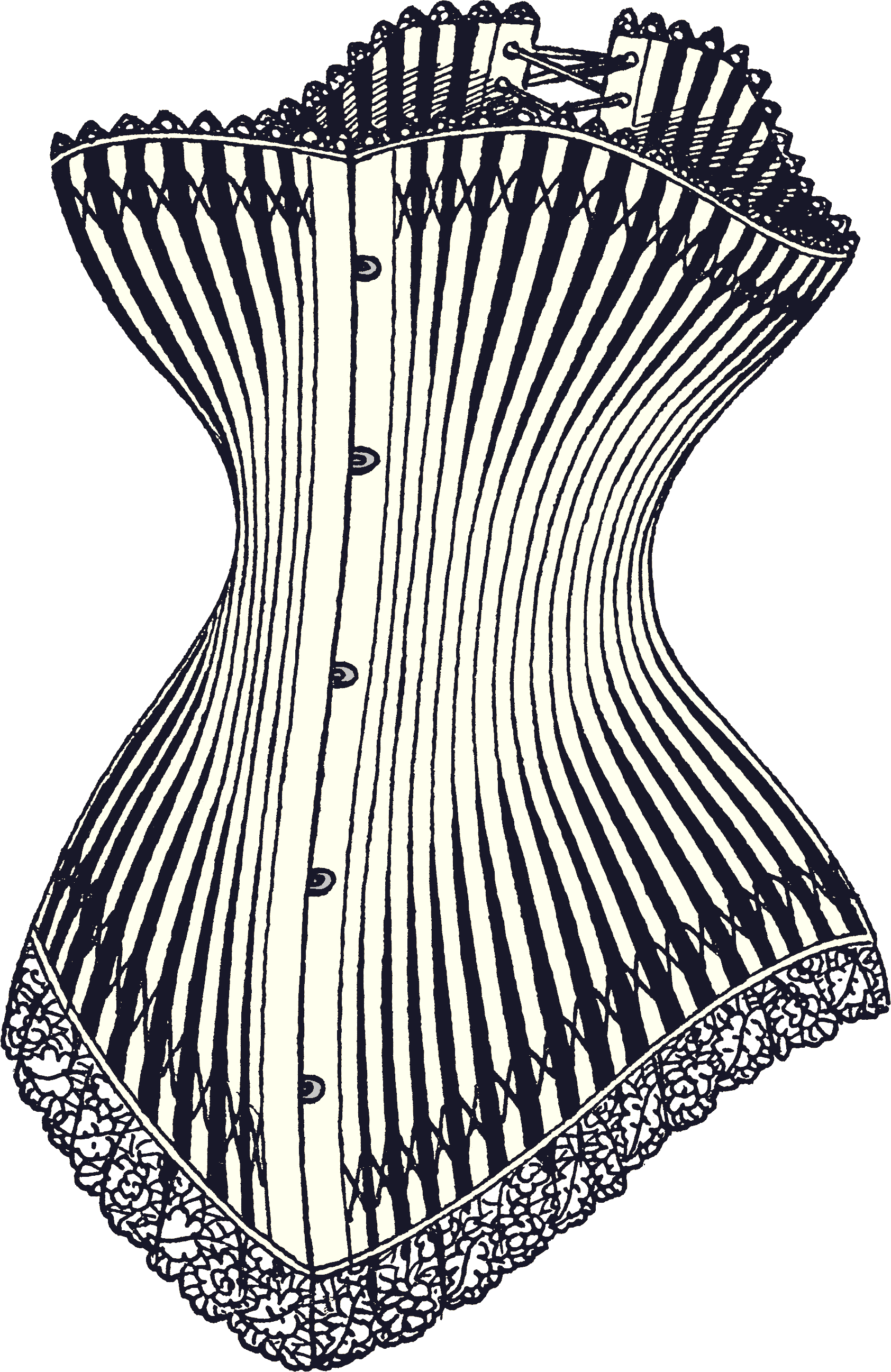
코르셋
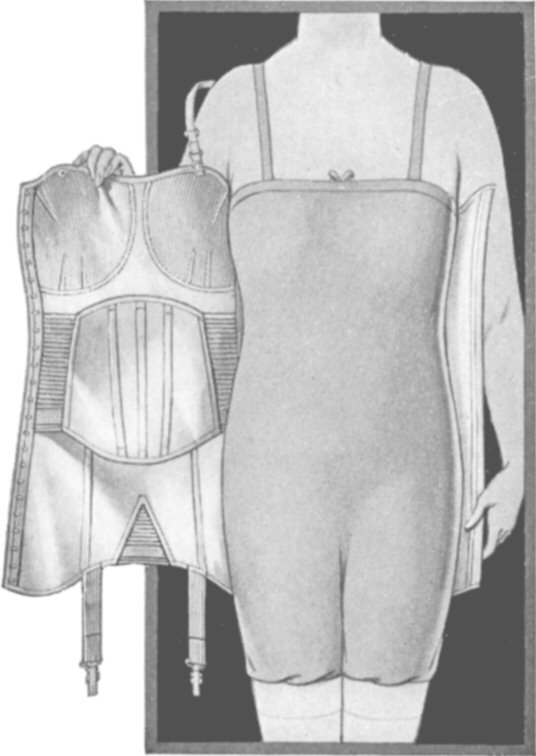
코슬렛과 내부
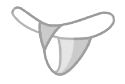
끈 팬티

- 밴드 또는 가터벨트는 스타킹이 내려가는 것을 막기 위해 사용한다.
- 거들 - 꼭 끼는 운동선수의 옷을 닮았다.
- 양말
- 속바지
- 리어타드
- 네글리제
- 나이트가운 또는 잠옷 - 느슨하게 걸치는 속옷의 종류. 허리(babydoll)에서 바닥(실내복)까지 길이는 달라질 수 있다.
- 잠옷용 셔츠
- 팬티
- 실내복 또는 화장옷

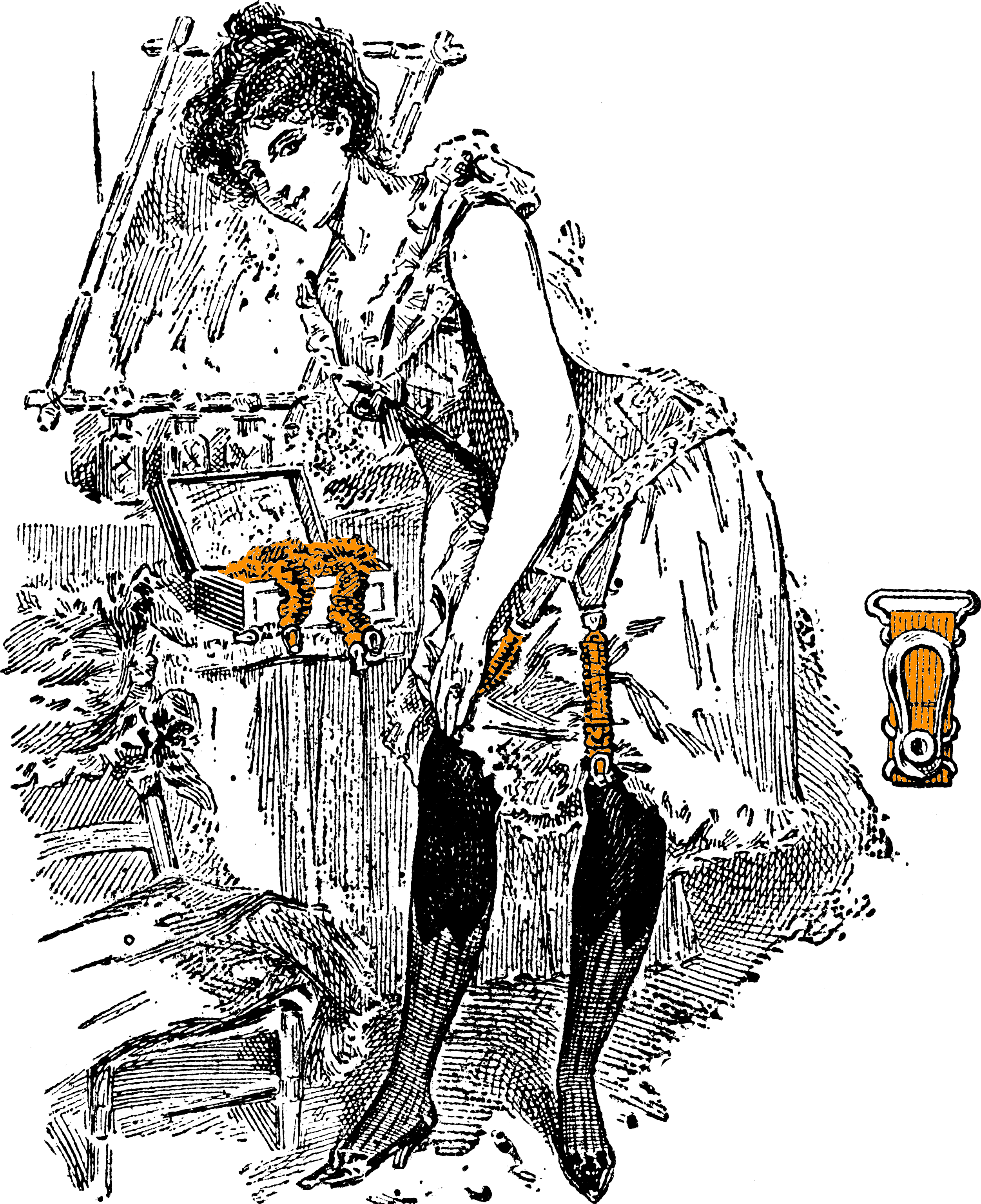
가터 (노란색)
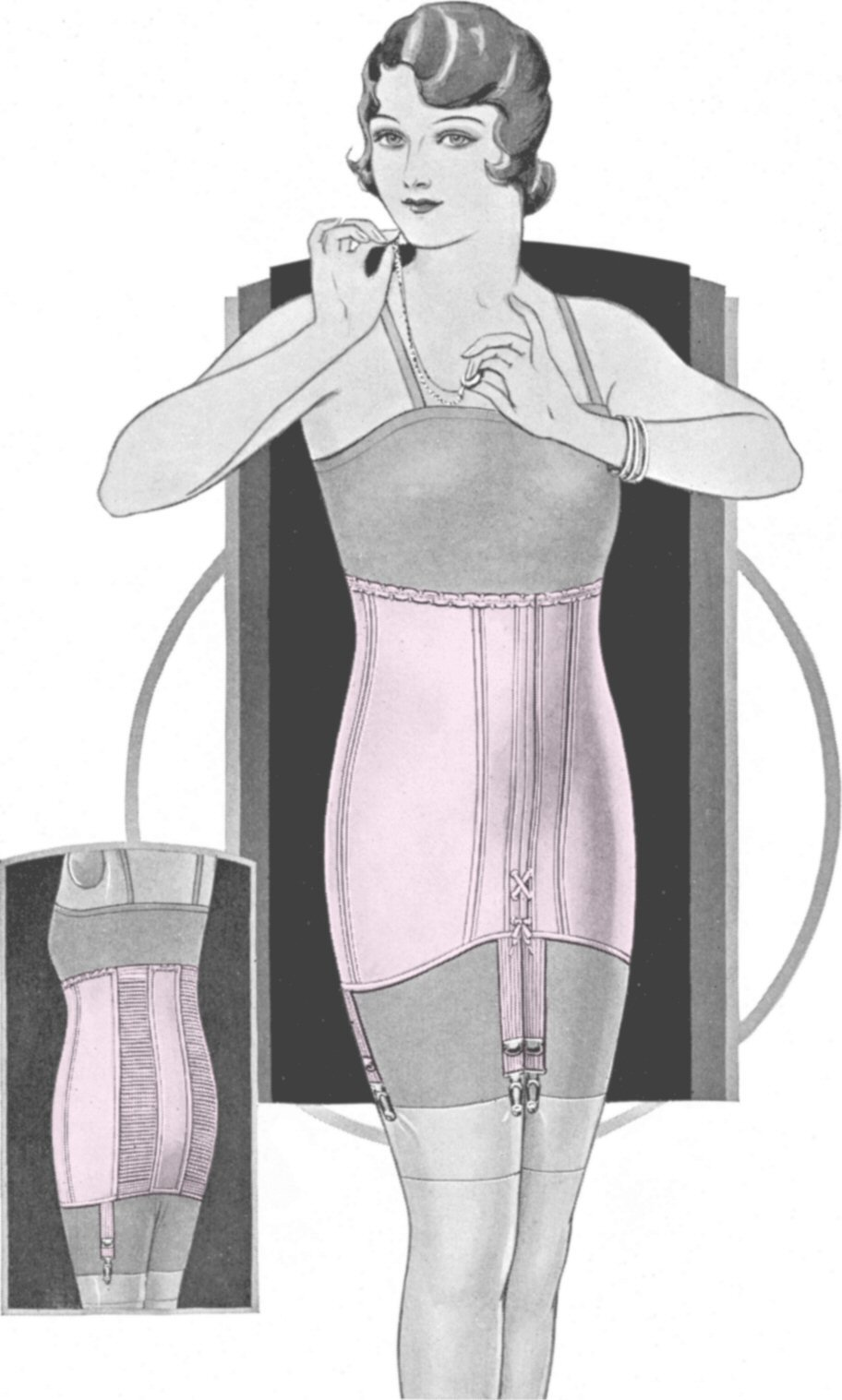
거들 (분홍색)
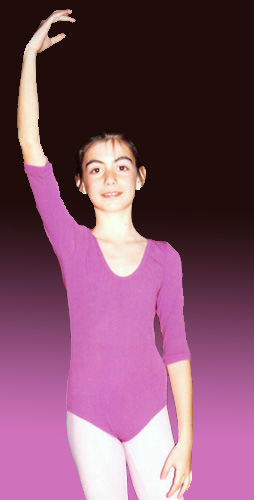
리어타드
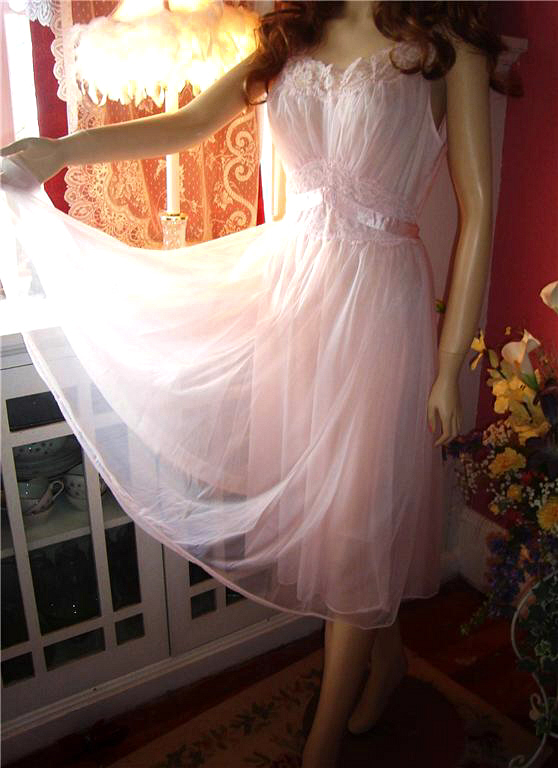
네글리제
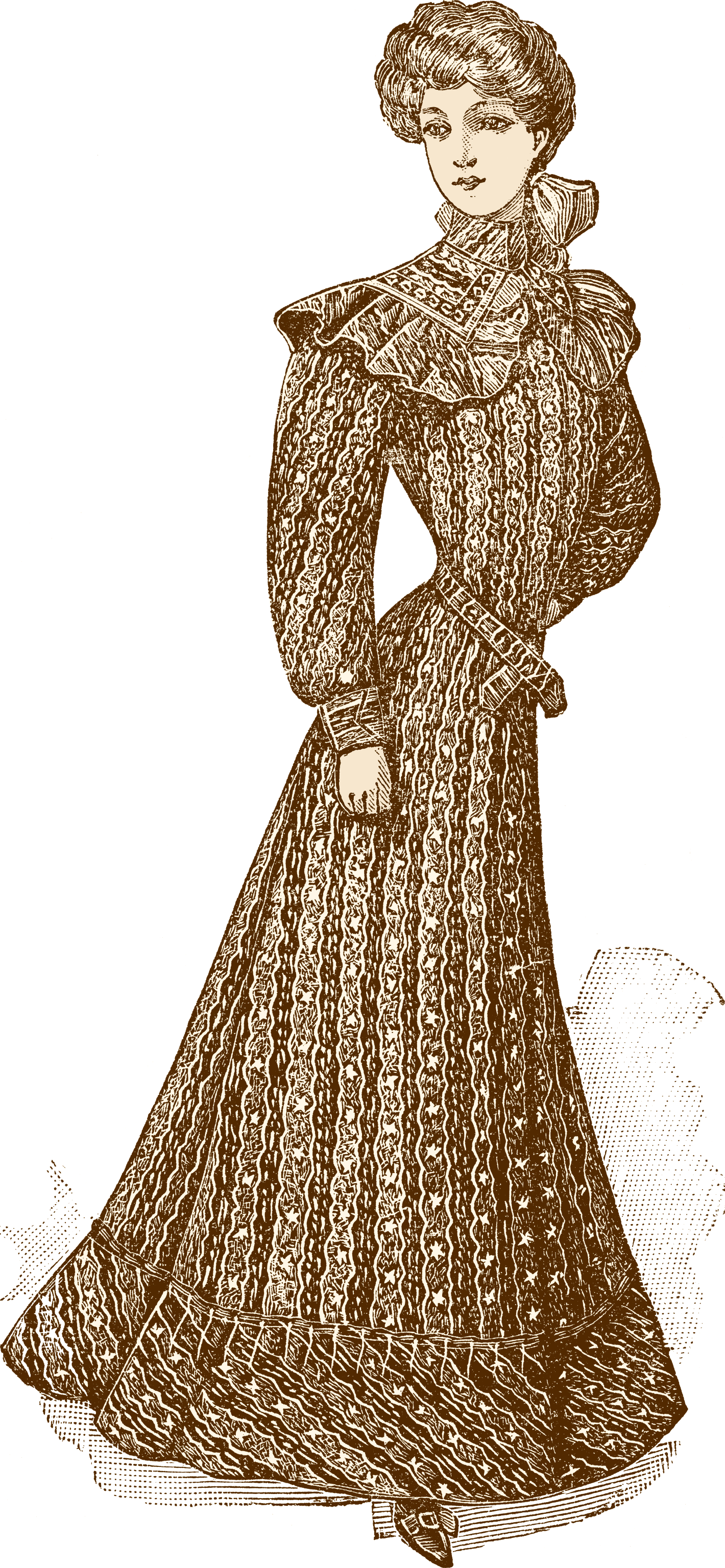
실내복

- 패티코트 또는 속치마
- 가운
- 슬립
- 스타킹
- 삼각팬티
- 탭 팬츠
- 속옷
- 유니타드 - 하나로 된, 피부에 달라붙는 옷

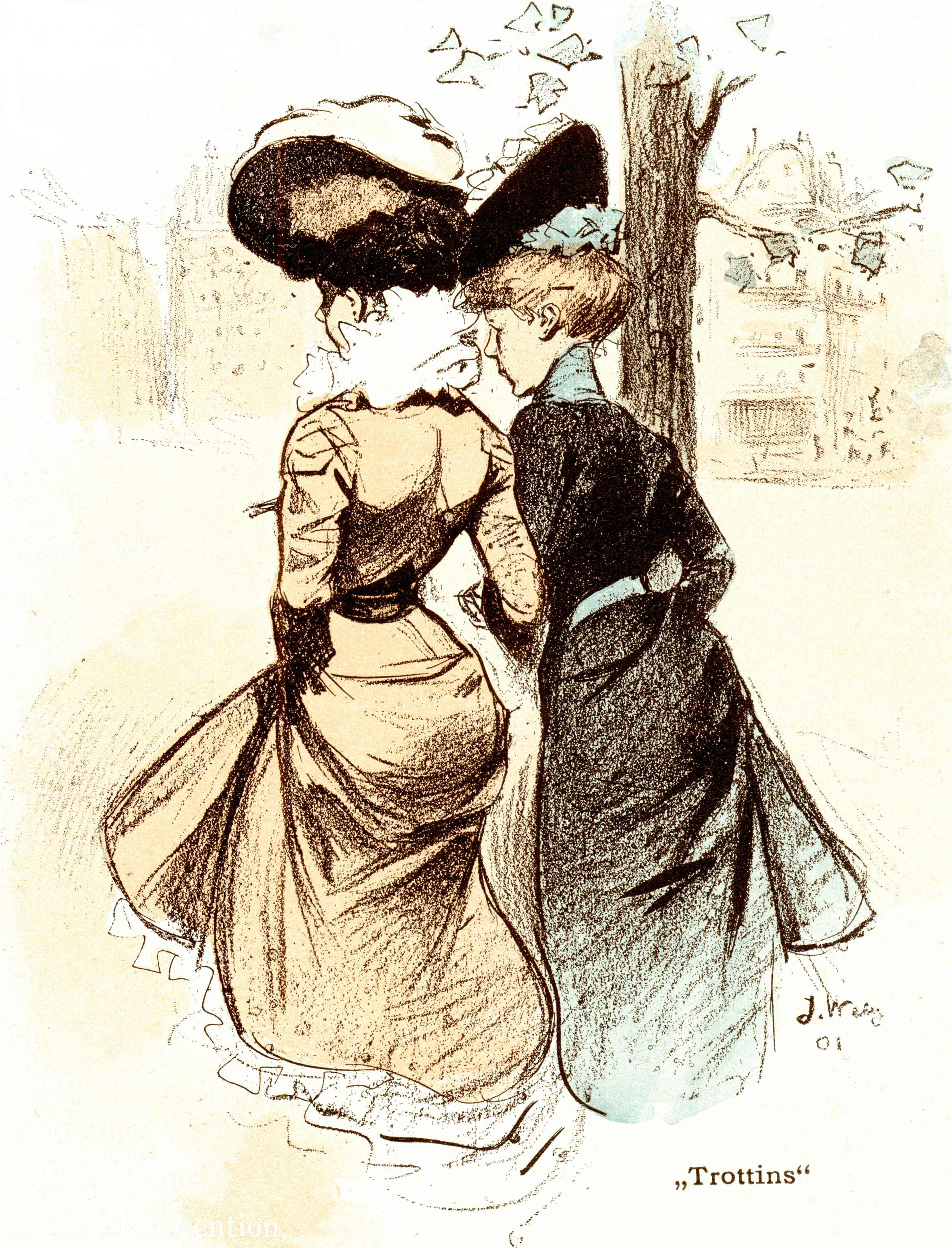
패티코트
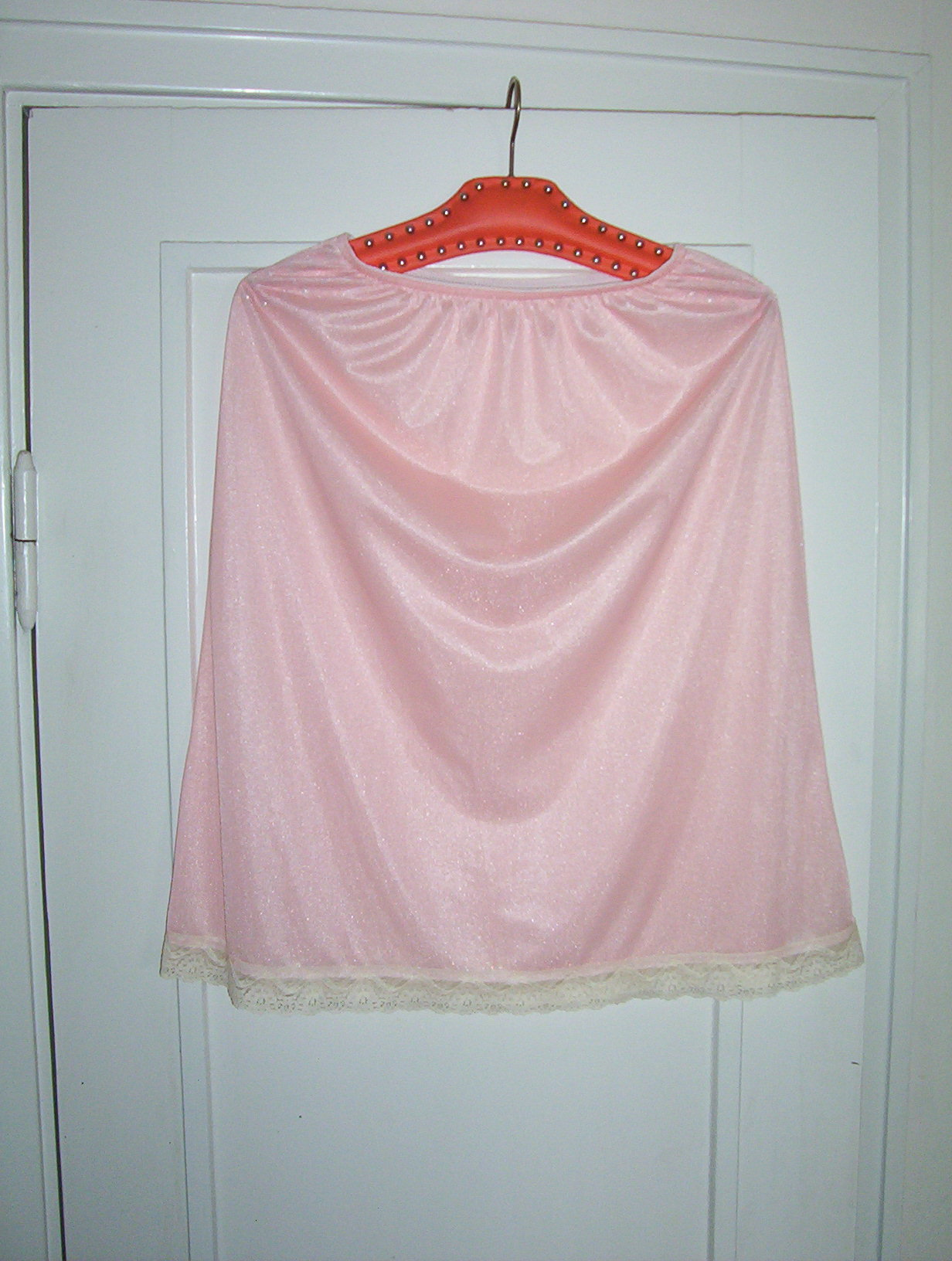
하프슬립
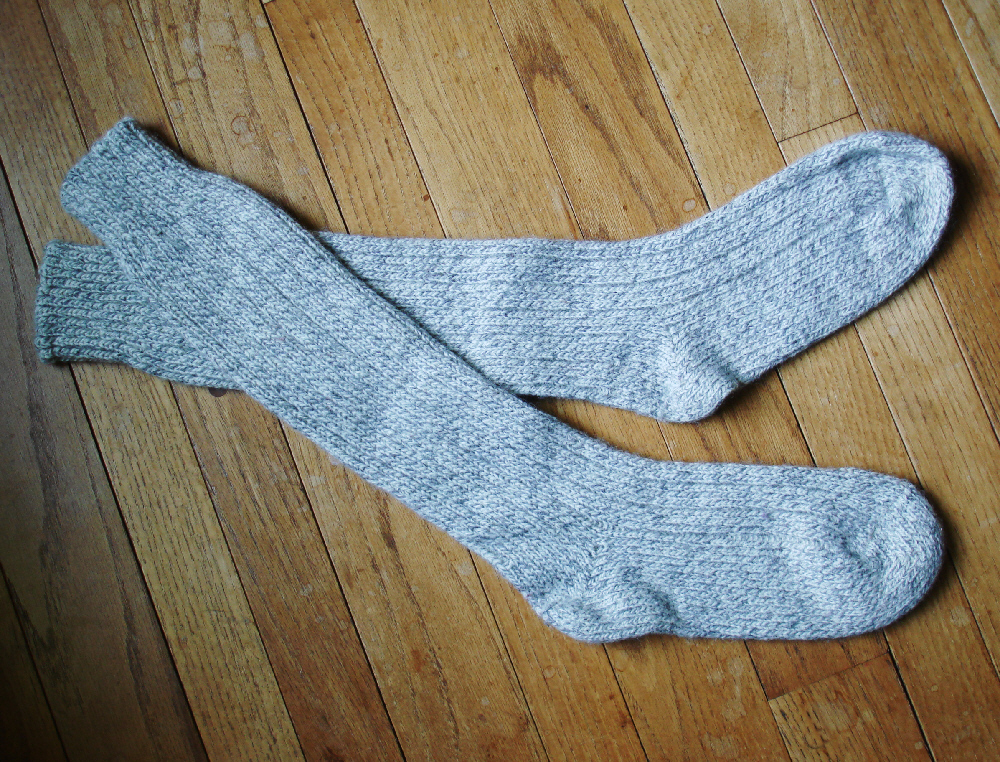
스타킹
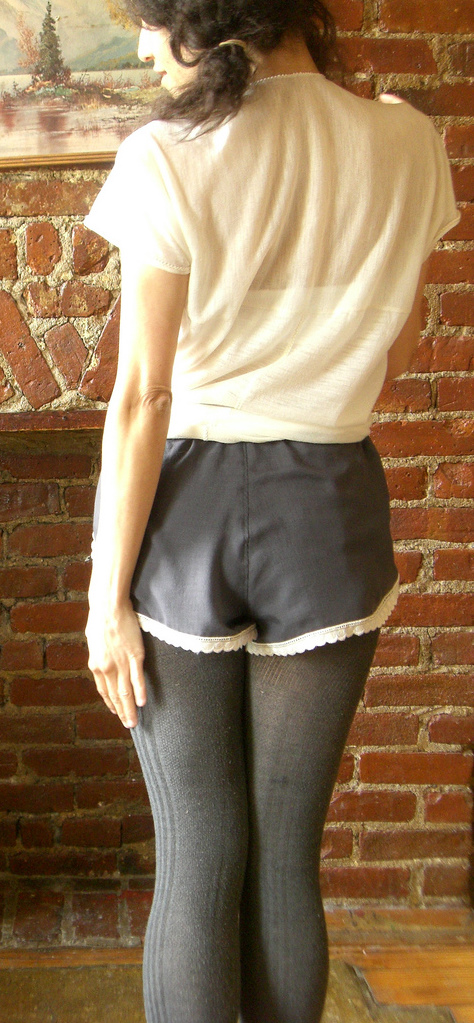
탭 팬츠

## 참고 자료
- Carter, Alison J., Underwear: the fashion history, Batsford, 1992년 ISBN 0-7134-6222-1
- Cox, Caroline, Lingerie: a lexicon of style, Scriptum Editions, 2000년 ISBN 1-902686-08-X